# Edifici de l'Ajuntament d'Osaka
L'Edifici de l'Ajuntament d'Osaka (en japonés: 大阪市庁舎) també conegut com a Oficina de la Ciutat d'Osaka és el lloc on es troba el govern municipal de la ciutat d'Osaka. Al llarg de la història i des de la construcció del primer edifici el 1899 han existit diversos edificis, sempre en el mateix lloc excepte els dos primers. La darrera construcció és de l'any 1986.

## Primer edifici

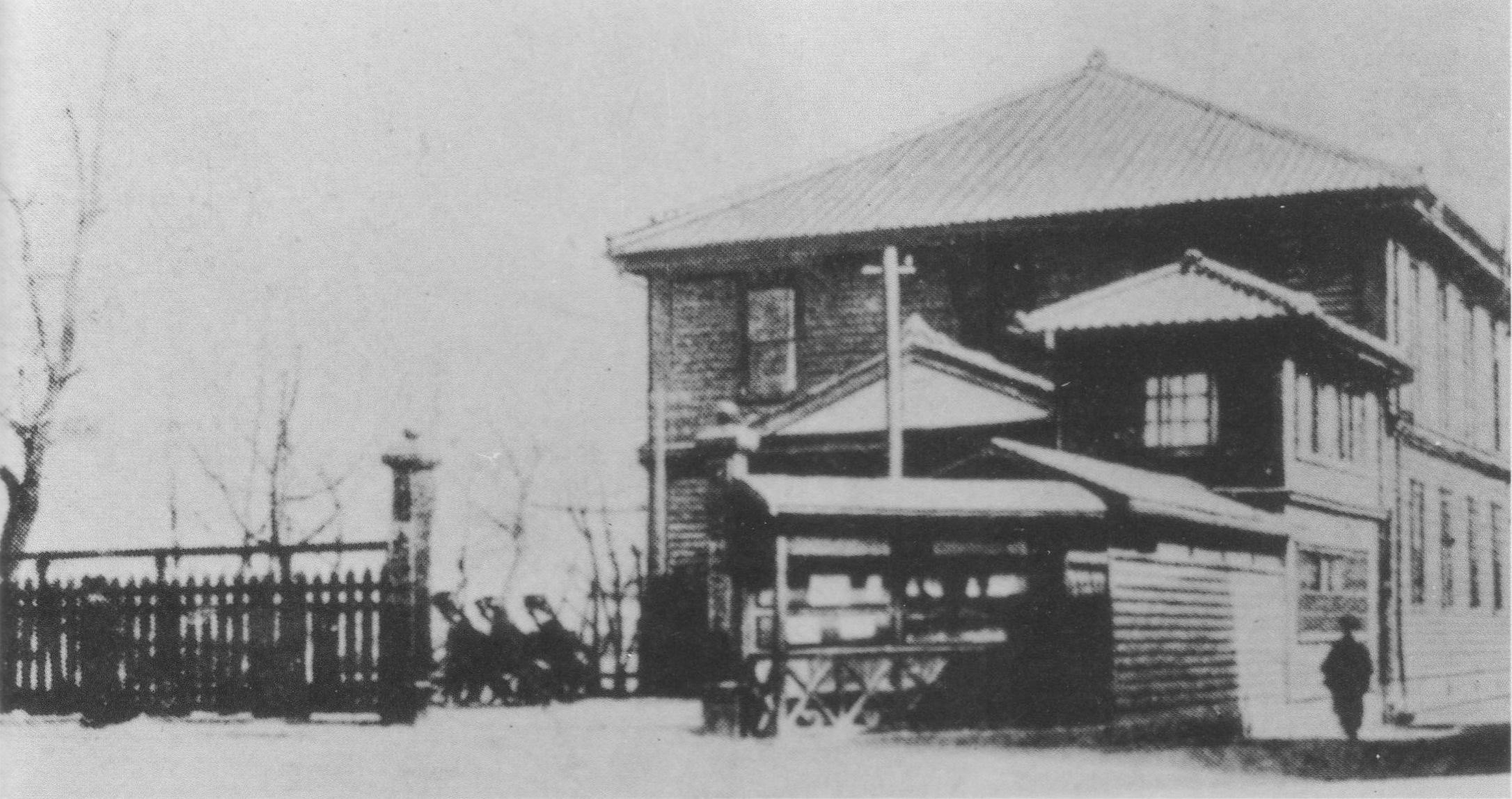
1r edifici (1899-1912)

El primer edifici es tracta d'una construcció de dues plantes i 830 metres quadrats de grandaria en fusta i de caràcter temporal situat al districte de Nishi, al barri d'Enokojima on també es trobaba l'edifici del govern prefectural. L'edifici es va inaugurar el 29 de desembre de 1899. Com que l'edifici encara no era prou apte per a totes les institucions municipals, els regidors va utilitzar per a les seues sessions l'edifici de l'Assemblea Prefectural d'Osaka.

## Segon edifici

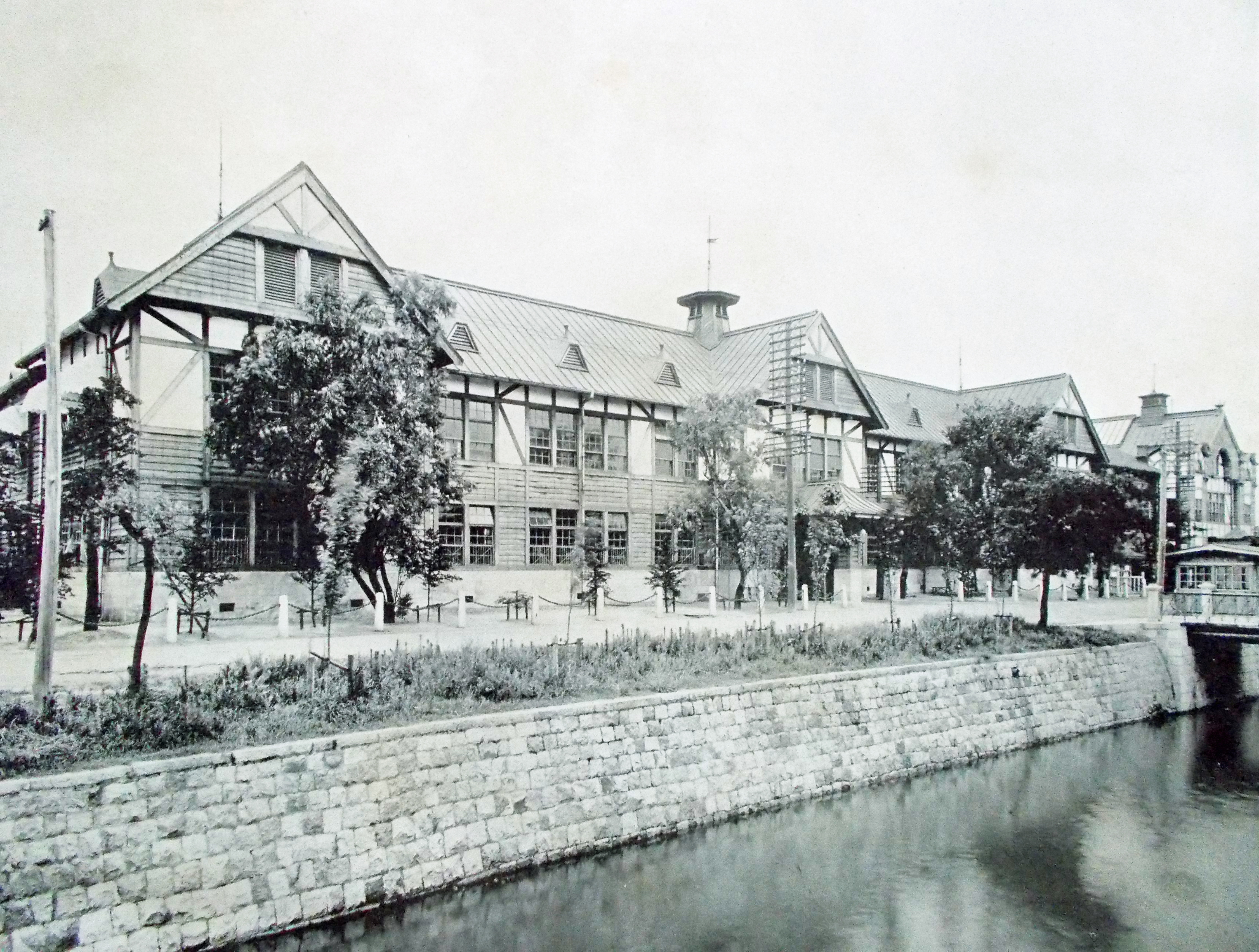
2n edifici (1912-1921)

El segon edifici, encara provisional i de fusta, va vindre a substituir el primer edifici. La construcció tenia dues plantes com l'anterior, però l'espai de l'edificació era sensiblement més gran que l'anterior, tenint aquest 2.757 metres quadrats. L'edifici va entrar en us el 18 de maig de 1912. Aquesta vegada, la localització va ser al districte de Kita, al barri de Dōjima. Aquest edifici allotjaria el govern municipial fins al 1921.

## Tercer edifici

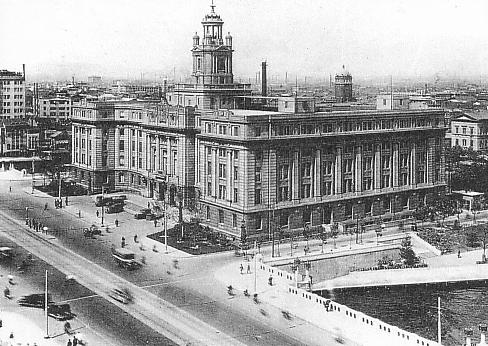
3r edifici (1921-1982)

### Història
Al febrer de 1911, la corporació municipal decideix construir un edifici permanent al parc de Nakanoshima, al districte de Kita. La corporació convocà un concurs de projectes d'arquitectura per elegir el nou ajuntament. El setembre de 1912, se fa l'avaluació dels projectes, seleccionant tres dels 65 presentats. A la fi, va ser l'enginyer general del Governador-General de Taiwan, en Yokichi Ogawa.
Tot i la data original de creació del projecte, degut a problemes financers de la ciutat la construcció de l'edifici no començaria fins a juny de 1918, terminant aquesta el maig de 1921. Per a commemorar la inauguració de l'edifici es va compondre la Cançó de la Ciutat d'Osaka.
Entre el 7 de maig i l'11 de juny de 1982 es produí el tancament de l'edifici per a començar la demolició controlada d'aquest. La demolició es completà el desembre del mateix any i el solar va romandre buit i en obres fins a la construcció del nou edifici el 27 de gener de 1986.

### Arquitectura
Es tractava d'un edifici de 20.946 metres quadrats de superficie total construit amb una estructura en formigó armat. L'edifici comptava en deu plantes sobre el nivell terrestre i una subterrània. L'alçaria total de l'edifici era de 53'6 metres fins al punt més alt de la construcció. En l'estil arquitectònic, l'edific va ser descrit com a d'estil renaixentista modern.

## Quart edifici

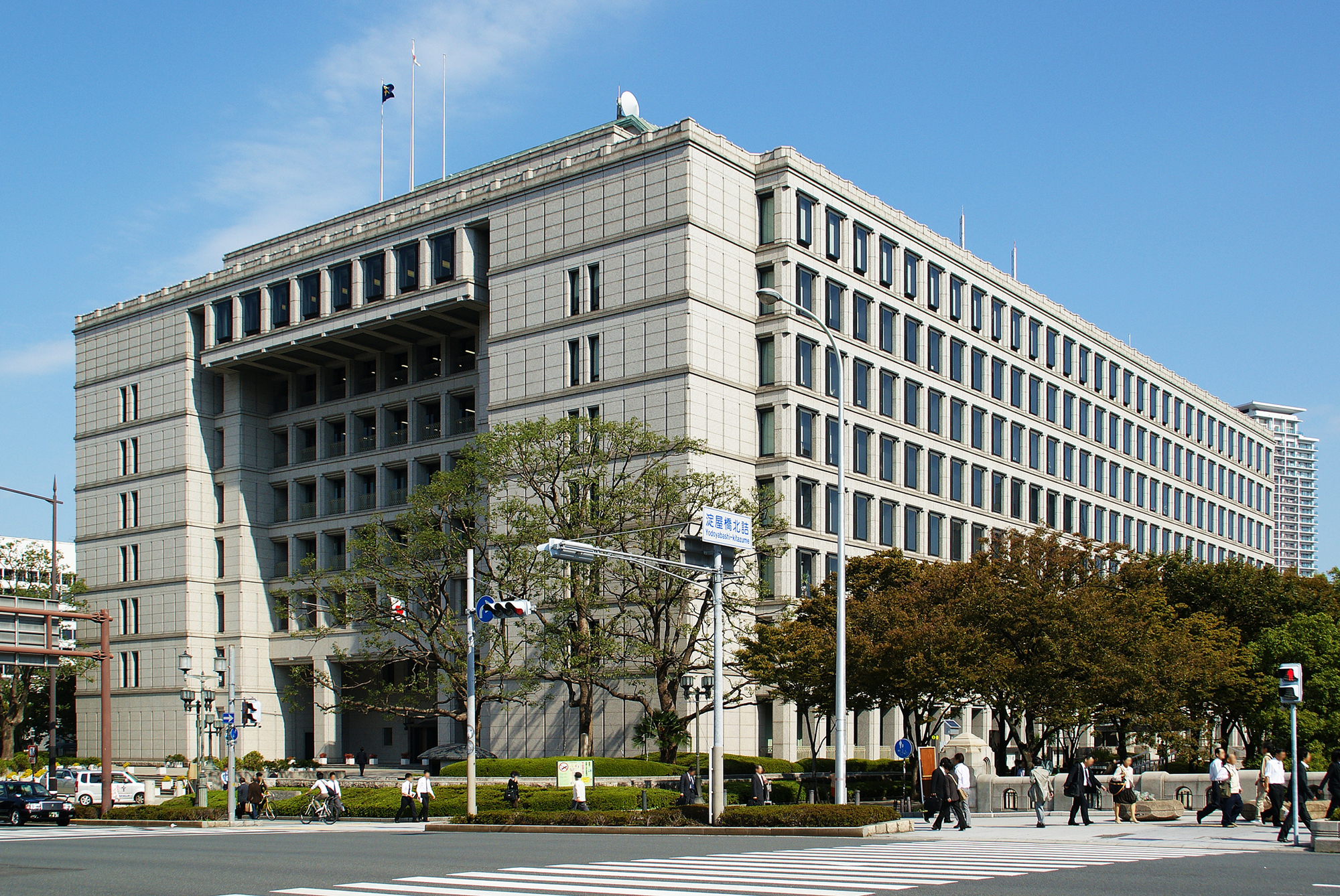
4t edifici (1986)

### Història
Després de la guerra, a l'agost de 1961 el consistori va proposar la construcció d'un nou edifici al lloc on havia estat l'antic edifici del govern prefectural, entre el Santuari Hōkoku i la biblioteca prefectural de Nakanoshima, tot i que aquest projecte no es va realitzar degut a la construcció en 1964 d'un annex a la zona del santuari abans esmentat que va aliviar els problemes d'espai del vell edifici de l'ajuntament.
La reconstrucció dels edificis del govern i els altres com el Banc del Japó (sucursal d'Osaka), la biblioteca prefectural o el Saló Públic d'Osaka va ser molt discutida tant dins com fora d'Osaka. El 30 de març de 1968 s'aprovaria una ordenança municipal que faria reservar 300 milions de iens anuals dels fons públics per a la construcció en un futur d'un nou edifici municipal.
A més, l'any 1974, l'Institut d'Arquitectura del Japó va incloure l'edifici de l'ajuntament com un bé material a preservar junt amb la biblioteca prefectural de Nakanoshima, el saló d'actes municipal i la sucursal del banc del Japó. Aquest organisme va presentar una sol·licitud per escrit a l'alcalde d'Osaka demanant la preservació d'aquests edificis.
L'agost de 1976 el consistori va proposar conservar l'edifici restaurant-lo i construir un nou ajuntament en un altre indret aprofitant també alguns altres annexos municipals. Tot i això, el comitè d'investigació de problemes d'Osaka, depenent de l'ajuntament, va fer un informe declarant que el millor era que l'ajuntament romanguera a Nakanoshima, presentant l'informe a l'alcalde el 20 de desembre de 1976.
Es va fer un concurs de disseny per al nou i futur edifici i es va elegir a més a Tōgo Murano i Kenzō Takekoshi com assessors arquitectònics. Es van elegir cinc firmes d'arquitectura, les quals tenien fins al 10 de juliol de 1978 per a presentar cinc projectes per agència. Finalment, el 18 d'agost de 1978 es va elegir el projecte de l'empresa Nikken, tot i que els projectes de les altres quatre agències es van prendre com a referència. Per tant, l'encarregada del desenvolupament del projecte va ser la firma Nikken i la regidoria de desenvolupament urbà d'Osaka, que finalitzaren el disseny el 1980.
La construcció de l'edifici va començar l'any 1982 amb la demolició de l'antic edifici de l'ajuntament i va ser finalitzada el 27 de gener de 1986, quan va ser inaugurat.

### Arquitectura
Es tracta d'un edifici de 75.010 metres quadrats de superficie total construit amb una estructura en formigó armat. L'edifici comptava en onze plantes sobre el nivell terrestre i quatre subterrànies. L'alçaria total de l'edifici era de 48'5 metres fins al punt més alt de la construcció. L'exterior de l'edifici està revestit amb granit provinent en part de l'antic edifici. A l'edifici n'hi ha una sala on es pot vore diverses restes de l'antic edifici.